# Molnia-1+
Molnia-1+, (código GRAU: 11F67 até 1975, e depois da modificação 11F658), é a designação da segunda série de satélites de comunicação da União Soviética. Uma versão melhorada do satélite Molnia-1, o Molnia-1+, era parte de um sistema de comunicação e controle para a Força Estratégica de Mísseis.
Essa série de satélites foi produzida na ISS Reshetnev em Krasnoyarsk entre 1967 e 1983. Desde 1983, foram substituídos pelo Molnia-1T.

## História
O satélite "Molnia-1+" representa a evolução dos satélites Molnia-1, que foram originalmente desenvolvidos pelo OKB-1 e mais tarde transferido para o OKB-10 (atual ISS Reshetnev).
O satélite Molnia-1 foi originalmente projetado para trabalhar de forma individual, e para isso, era lançado numa órbita bem específica de modo a privilegiar as condições de luminosidade para as células solares. Depois de receber a documentação sobre o Molnia-1, o  OKB-10 modificou o satélite para trabalhar num sistema de no mínimo três satélites, permitindo o seu uso em todas as condições de iluminação. No modelo Molnia-1+ foram aprimoradas as antenas de transmissão, as fontes de alimentação e o sistema de controle de temperatura.
Em 1967, dois "Molnia-1+" e um "Molnia-1" formaram o primeiro sistema de comunicação por satélite soviético, adotado em 1968 em caráter experimental. Além disso, graças a equipamentos de televisão instalados nesses satélites, foram obtidas imagens da Terra de cerca de 40.000 km de altitude, fornecendo informações valiosas sobre a distribuição de nuvens. Em 1967, um dos satélites dessa série foi o primeiro a obter uma imagem colorida da Terra.
Desde 1983, o satélite Molnia-1+ vem sendo substituído por uma versão ainda mais moderna, o Molnia-1T.

## Objetivo

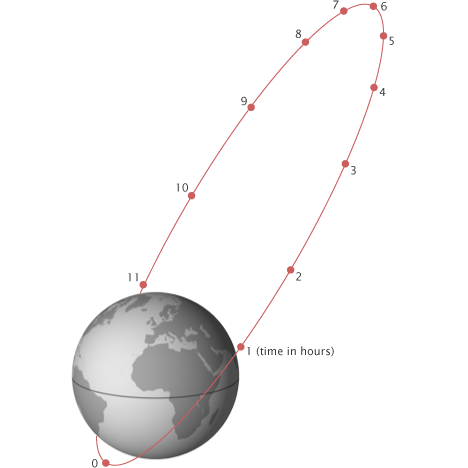
Órbita típica dos satélites Molnia. Os pontos vermelhos indicam o movimento do satélite em órbita.

Inicialmente o objetivo do sistema baseado nos satélites "Molnia-1+", seria a de fornecer uma linha de comunicação de telefone e telégrafo para a União Soviética, além disso, em conjunto com 20 estações terrestres com antenas de 12 m de diâmetro (do Sistema Órbita) transmitir o programa da TV estatal. Quando esse sistema entrou em funcionamento em 1968, a audiência dos programas da TV Central aumentou em 20 milhões de pessoas.
Além disso, ainda no período 1965-1967, foi decidido o uso dos satélites "Molnia-1+", em conjunto com um novo sistema em terra, o "Beta". Esse novo sistema foi colocado em serviço em 1975, e o número de satélites no sistema aumentou de quatro para oito.
Desde então, esses satélites são lançados sob a designação GRAU 11F658, e tem sido usado para sistemas de comunicação e também para o comando e controle da Força Estratégica de Mísseis. Desde 1975, tem sido usado também para o sistema de prevenção de ataques inimigos das Forças Armadas da União Soviética, atendendo as necessidades do Ministério da Defesa da União Soviética.
Um sistema completo de satélites Molnia-1+ era composto por oito unidades, numa órbita elíptica alta com apogeu de 40.000 km sobre o hemisfério Norte e perigeu de 500 km (órbita Molnia). Esse sistema era dividido em quatro pares de satélites, cada um se movendo em uma rota no solo própria com intervalo de 6:00 entre cada um. Cada par era deslocado um do outro por 90° de longitude, ou seja, com os 8 satélites se obtêm a cobertura de todo o Globo. A trajetória dos satélites fazia com que o primeiro grupo cobrisse o território da Sibéria Central e América do Norte, enquanto o outro cobria a Europa Ocidental e o Pacífico.

### Carga útil
A bordo do satélite Molnia-1+ havia três unidades transceptoras, com potência de 40 W, uma ativa de duas de reservas, trabalhando na frequência terra/satélite de ~800 MHz, e na satélite/terra de ~1.000 MHz para canais de comunicação telefônica ou canais de televisão na faixa de 3.4 - 4.1 GHz.
Das duas antenas existentes a bordo, uma era usada para o propósito pretendido, ficando sempre voltada para a Terra, a outra ficava na reserva.

## Plataforma

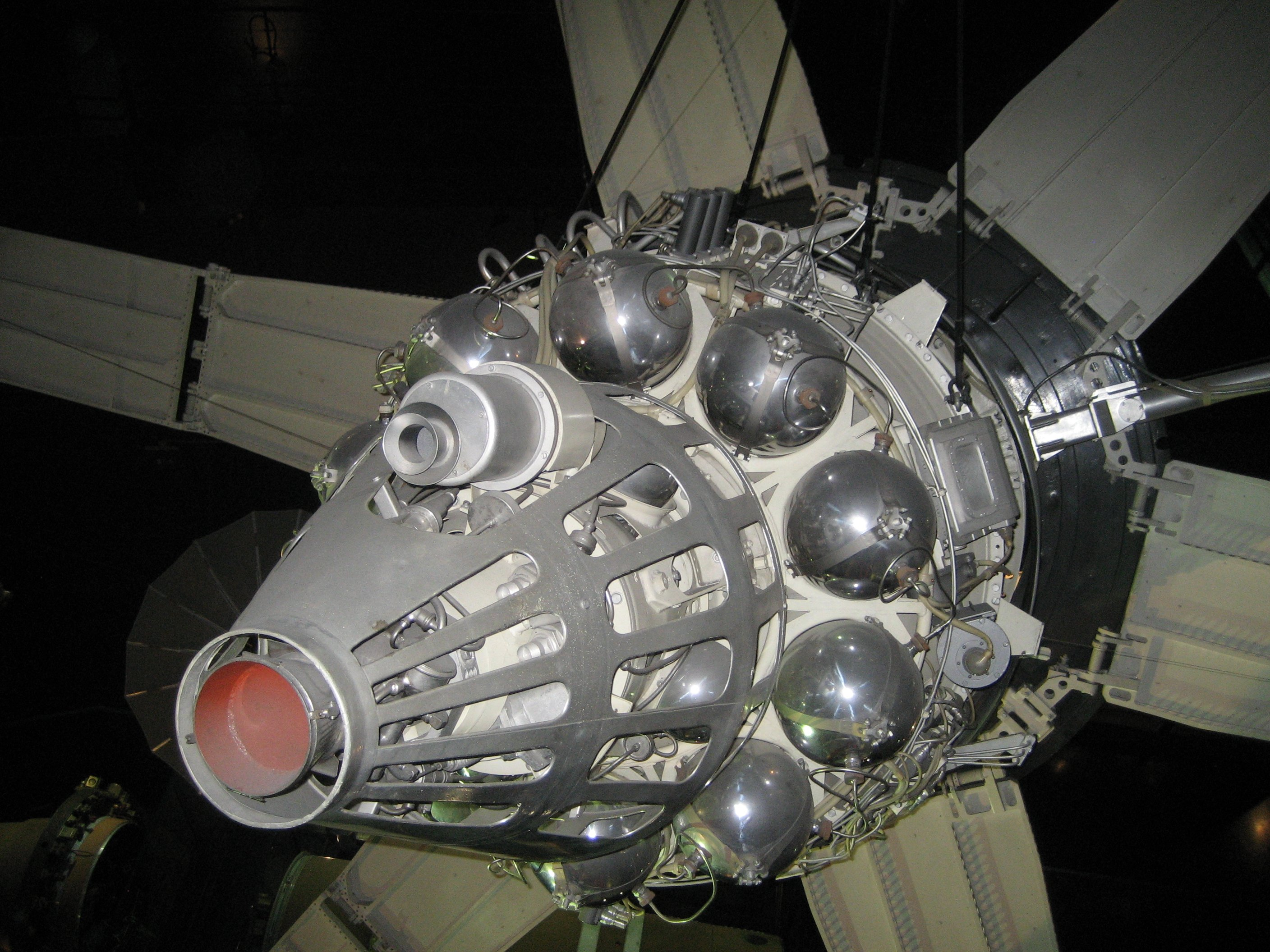
Close de um satélite Molnia, em destaque os reservatórios de nitrogênio esféricos para alimentação do sistema de orientação do satélite.

O satélite "Molnia-1" marcou o início do uso da plataforma Kaur-2, que foi usada também em dodos os demais modelos dessa família.
Essa plataforma, consistia de um compartimento cilíndrico pressurizado com os equipamentos de serviço e retransmissão, que era interligado com seis painéis solares, um módulo de propulsão para controle de atitude e correção orbital na forma de um cone truncado, além de antenas, radiadores externos, sistema de controle de temperatura, sistemas de controle geral, reservatórios de nitrogênio esféricos para o sistema de orientação. O corpo do satélite ficava orientado longitudinalmente para o Sol, e as antenas montadas externamente ficavam permanentemente voltadas para a Terra.
Devido as imperfeições no sistema de radio comunicação, que se deteriorava rapidamente, a vida útil dos satélites "Molnia-1" era de cerca de seis meses apenas, o que foi melhorado significativamente nas próximas séries.

### Sistema de controle de atitude
Os satélites "Molnia-1" tinham um único sistema de controle de orientação, onde um giroscópio controlava as atitudes do satélite em relação ao seu centro de massa. Como os painéis solares estavam firmemente presos ao corpo do satélite, ele precisava apontar para o Sol o tempo todo. Isso era conseguido com a ajuda de um grande giroscópio montado dentro do satélite.
Assim que o satélite se separava do último estagio do foguete e estava apontando para o Sol, o giroscópio começava a girar numa alta taxa de RPMs. Dessa forma, o giroscópio mantinha o eixo do satélite apontando para uma direção fixa no espaço. O giroscópio montado nos satélites "Molnia-1", estava associado a um sistema de molas e amortecedores para reduzir a vibração, mantendo o giroscópio suspenso dentro do corpo do satélite. Apesar da parte mecânica ser complexa, a parte eletrônica do sistema era bem simples e confiável, e por muitos anos, funcionou sem falhas nesses satélites. Associado ao sistema giroscópico, o micromotor KDU-414, alimentado por nitrogênio comprimido era acionado para corrigir pequenos desvios da posição predeterminada devido a alterações de trajetória eventuais. A combinação de um potente giroscópio com micromotores, criou uma combinação de excelente custo benefício para sistemas de orientação, com mínimo consumo de combustível.

## Lista de lançamentos do Molnia-1+
| 1  | Molnia-1-05 | 11F67 №8   | 24 de maio de 1967      | Baikonur 1    | 1967-052A | 02822 | 26 de novembro de 1971                                                                    |
| 2  | Коsmos 174  | 11F67 №11  | 31 de agosto de 1967    | Baikonur 1    | 1967-082A | 02925 | 30 de dezembro de 1968, lançado numa órbita não planejada                                 |
| 3  | Molnia-1-06 | 11F67 №9   | 03 de outubro de 1967   | Baikonur 1    | 1967-095A | 02973 | 04 de março de 1969                                                                       |
| 4  | Molnia-1-07 | 11F67 №12  | 22 de outubro de 1967   | Baikonur 1    | 1967-101A | 03008 | 31 de dezembro de 1969                                                                    |
| 5  | Molnia-1-08 | 11F67 №10  | 21 de maio de 1968      | Baikonur 1    | 1968-035A | 03209 | 29 de janeiro de 1974                                                                     |
| 6  | Molnia-1-09 | 11F67 №13  | 05 de julho de 1968     | Baikonur 1    | 1968-057A | 03310 | 15 de maio de 1971                                                                        |
| 7  | Molnia-1-10 | 11F67 №14  | 05 de outubro de 1968   | Baikonur 1    | 1968-085A | 03469 | 11 de julho de 1976                                                                       |
| 8  | Kоsmos 260  | 11F67 №15  | 16 de dezembro de 1968  | Baikonur 1    | 1968-115A | 03619 | 09 de julho de 1973, lançado numa órbita não planejada                                    |
| 9  | Molnia-1-11 | 11F67 №16  | 11 de abril de 1969     | Baikonur 1    | 1969-035A | 03885 | 17 de abril de 1974                                                                       |
| 10 | Molnia-1-12 | 11F67 №18  | 22 de julho de 1969     | Baikonur 1    | 1969-061A | 04043 | 18 de junho de 1971                                                                       |
| 11 | Molnia-1-13 | 11F67      | 19 de fevereiro de 1970 | Plesetsk 43/4 | 1970-013A | 04336 | 29 de setembro de 1975                                                                    |
| 12 | Molnia-1-14 | 11F67      | 26 de junho de 1970     | Plesetsk 43/4 | 1970-049A | 04430 | 16 de fevereiro de 1976                                                                   |
| 13 | Molnia-1-15 | 11F67      | 29 de setembro de 1970  | Plesetsk 43/4 | 1970-077A | 04569 | 20 de março de 1976                                                                       |
| 14 | Molnia-1-16 | 11F67      | 27 de novembro de 1970  | Plesetsk 43/4 | 1970-101A | 04779 | 25 de novembro de 1975                                                                    |
| 15 | Molnia-1-17 | 11F67      | 25 de dezembro de 1970  | Baikonur 1    | 1970-114A | 04829 | 22 de dezembro de 1975                                                                    |
| 16 | Molnia-1-18 | 11F67      | 28 de julho de 1971     | Plesetsk 43/4 | 1971-064A | 05367 | 19 de julho de 1977                                                                       |
| 17 | Molnia-1-19 | 11F67      | 19 de dezembro de 1971  | Plesetsk 43/1 | 1971-115A | 05712 | 13 de abril de 1977                                                                       |
| 18 | Molnia-1-20 | 11F67      | 04 de abril de 1972     | Plesetsk 43/4 | 1972-025A | 05927 | 30 de janeiro de 1974                                                                     |
| 19 | Molnia-1-21 | 11F67      | 14 de outubro de 1972   | Plesetsk 43/1 | 1972-081A | 06231 | 01 de novembro de 1977                                                                    |
| 20 | Molnia-1-22 | 11F67 №28  | 02 de dezembro de 1972  | Baikonur 1    | 1972-095A | 06294 | 11 de fevereiro de 1976                                                                   |
| 21 | Molnia-1-23 | 11F67 №31  | 03 de fevereiro de 1973 | Baikonur 1    | 1973-007A | 06356 | 23 de outubro de 1977                                                                     |
| 22 | Molnia-1-24 | 11F67      | 30 de agosto de 1973    | Plesetsk      | 1973-061A | 06805 | 05 de dezembro de 1979                                                                    |
| 23 | Molnia-1-25 | 11F67 №32  | 14 de novembro de 1973  | Baikonur 1    | 1973-089A | 06932 | 05 de junho de 1979                                                                       |
| 24 | Molnia-1-26 | 11F67      | 30 de novembro de 1973  | Plesetsk      | 1973-097A | 06958 | 09 de junho de 1985                                                                       |
| 25 | Molnia-1-27 | 11F67      | 20 de abril de 1974     | Plesetsk      | 1974-023A | 07260 | 17 de novembro de 1983                                                                    |
| 26 | Molnia-1С   | 11F67 № 38 | 29 de julho de 1974     | Plesetsk      | 1974-060A | 07392 | Primeiro satélite geoestacionário soviético operando em modo de teste                     |
| 27 | Molnia-1-28 | 11F67 № 26 | 24 de outubro de 1974   | Plesetsk      | 1974-081A | 07480 | 29 de dezembro de 1985                                                                    |
| 28 | Molnia-1-29 | 11F67      | 29 de abril de 1975     | Plesetsk      | 1975-036A | 07780 | em órbita                                                                                 |
| 29 | Molnia-1-30 | 11F67      | 05 de junho de 1975     | Plesetsk      | 1975-049A | 07903 | 25 de setembro de 1987, junto com o SRET 2 (MAS 2)                                        |
| 30 | Molnia-1-31 | 11F67      | 19 de novembro de 1985  | Plesetsk      | 1975-079A | 08187 | 29 de dezembro de 1985                                                                    |
| 31 | Molnia-1-32 | 11F658 №40 | 22 de janeiro de 1976   | Baikonur 1    | 1976-006A | 08601 | continua em órbita, primeiro satélite do sistema "Corundum"                               |
| 32 | Molnia-1-33 | 11F658 ??? | 11 de março de 1976     | Plesetsk      | 1976-021A | 08741 | 10 de outubro de 1990                                                                     |
| 33 | Molnia-1-34 | 11F658 №42 | 19 de março de 1976     | Baikonur 1    | 1976-026A | 08762 | 14 de maio de 1985                                                                        |
| 34 | Molnia-1-35 | 11F658 №43 | 23 de julho de 1976     | Baikonur 1    | 1976-074A | 09049 | 30 de maio de 1987                                                                        |
| 35 | Molnia-1-36 | 11F658     | 24 de março de 1977     | Plesetsk      | 1977-021A | 09880 | em órbita                                                                                 |
| 36 | Molnia-1-37 | 11F658 №45 | 24 de junho de 1977     | Baikonur 1    | 1977-054A | 10092 | 20 de maio de 1993                                                                        |
| 37 | Molnia-1-38 | 11F658     | 30 de agosto de 1977    | Plesetsk      | 1977-082A | 10315 | 28 de setembro de 1993                                                                    |
| 38 | Molnia-1-39 | 11F658     | 02 de março de 1978     | Plesetsk      | 1978-024A | 10696 | 09 de março de 1992                                                                       |
| 39 | Molnia-1-40 | 11F658     | 02 de junho de 1978     | Plesetsk      | 1978-055A | 10925 | em órbita                                                                                 |
| 40 | Molnia-1-41 | 11F658     | 14 de julho de 1978     | Plesetsk      | 1978-072A | 10984 | 08 de fevereiro de 1992                                                                   |
| 41 | Molnia-1-42 | 11F658     | 22 de agosto de 1978    | Plesetsk      | 1978-080A | 11007 | em órbita                                                                                 |
| 42 | Molnia-1-43 | 11F658     | 12 de abril de 1979     | Plesetsk      | 1979-031A | 11328 | 09 de dezembro de 1989                                                                    |
| 43 | Molnia-1-44 | 11F658     | 31 de julho de 1979     | Plesetsk      | 1979-070A | 11474 | em órbita                                                                                 |
| 44 | Molnia-1-45 | 11F658     | 20 de outubro de 1979   | Plesetsk      | 1979-091A | 11589 | 18 de fevereiro de 1994                                                                   |
| 45 | Molnia-1-46 | 11F658     | 11 de janeiro de 1980   | Plesetsk      | 1980-002A | 11662 | 22 de outubro de 1992                                                                     |
| 46 | Molnia-1-47 | 11F658     | 21 de junho de 1980     | Plesetsk      | 1980-053A | 11856 | 01 de abril de 1991                                                                       |
| 47 | Molnia-1-48 | 11F658     | 16 de novembro de 1980  | Plesetsk      | 1980-092A | 12066 | 18 de novembro de 1995                                                                    |
| 48 | Molnia-1-49 | 11F658     | 30 de janeiro de 1981   | Plesetsk      | 1981-009A | 12156 | em órbita                                                                                 |
| 49 | Molnia-1-50 | 11F658     | 24 de junho de 1981     | Plesetsk      | 1981-060A | 12556 | 14 de dezembro de 1991                                                                    |
| 50 | Molnia-1-51 | 11F658     | 17 de novembro de 1981  | Plesetsk      | 1981-113A | 12959 | 02 de novembro de 1993                                                                    |
| 51 | Molnia-1-52 | 11F658 №55 | 23 de dezembro de 1981  | Baikonur 1    | 1981-123A | 13012 | em órbita                                                                                 |
| 52 | Molnia-1-53 | 11F658     | 26 de fevereiro de 1982 | Plesetsk      | 1982-015A | 13070 | em órbita                                                                                 |
| 53 | Molnia-1-54 | 11F658     | 28 de maio de 1982      | Plesetsk      | 1982-050A | 13237 | 19 de novembro de 1992                                                                    |
| 54 | Molnia-1-52 | 11F658 №62 | 21 de julho de 1982     | Baikonur 1    | 1982-074A | 13383 | 08 de outubro de 1992                                                                     |
| 55 | Kоsmos 1423 | 11F658 №60 | 08 de dezembro de 1982  | Baikonur 1    | 1982-115A | 13685 | 18 de janeiro de 1986, problema no 4o estágio lançou o satélite numa órbita não planejada |
| 56 | Molnia-1-56 | 11F658     | 16 de março de 1983     | Plesetsk      | 1983-019A | 13890 | em órbita                                                                                 |